# 138P/Shoemaker-Levy
138P/Shoemaker-Levy è una cometa periodica appartenente alla famiglia delle comete gioviane. La cometa è stata scoperta da Carolyn Jean Spellmann Shoemaker, Eugene Shoemaker e David Levy il 13 novembre 1991, è stata riscoperta il 25 luglio 1998, fatto che ha permesso di numerarla.